# Sunset Valley
Sunset Valley est une ville située au sud du comté de Travis, au Texas, aux États-Unis,.

## Démographie
Lors du recensement de 2010, la ville comptait une population de 749 habitants. Elle est estimée, en 2017, à 687 habitants.

### Source de la traduction
- (en) Cet article est partiellement ou en totalité issu de l’article de Wikipédia en anglais intitulé « Sunset Valley, Texas » (voir la liste des auteurs).